# Karád
Karád är en ort i Ungern. Den ligger i provinsen Somogy, i den västra delen av landet, 130 km sydväst om huvudstaden Budapest. Karád ligger 190 meter över havet och antalet invånare är 1 733.
Terrängen runt Karád är platt åt sydost, men åt nordväst är den kuperad. Runt Karád är det ganska glesbefolkat, med 25 invånare per kvadratkilometer. Närmaste större samhälle är Balatonboglár, 17,7 km nordväst om Karád. Trakten runt Karád består till största delen av jordbruksmark.